# Теотлалько
Теотлалько (исп. Teotlalco) — муниципалитет в Мексике, входит в штат Пуэбла.

## История
Город основан в 1923 году.